# Wijimulyo
Wijimulyo is een bestuurslaag in het regentschap Kulon Progo van de provincie Jogjakarta, Indonesië. Wijimulyo telt 4849 inwoners (volkstelling 2010).